# Giaros
Giaros (grec: Γυάρος, Iaros; en italià: Giura) o Gíaros (en grec antic: Γύαρος, Gýaros) és una illa grega deshabitada que pertany al grup de les Cíclades. Té 17 km² i la seva màxima altura és de 489 m. Depèn administrativament del municipi de Siros, l'illa veïna, de la regió de l'Egeu Meridional.
És una illa de gran importància ecològica pel fet que acull la població de foques monjo més gran de la Mediterrània.

## Història
A l'antiguitat, a Gíaros hi habitava una petita comunitat de pescadors que depenia de Siros. Estrabó, que va visitar l'illa, explica que l'any 30 aC els seus habitants enviaren un delegat a Corint, on es trobava August, per demanar-li que els reduís el tribut de 150 dracmes, que amb prou feines en podien pagar cent. En època romana, fou un lloc de desterrament, molt temut a causa la pobresa del territori; entre d'altres, hi va ser desterrat el filòsof Musoni, en temps de Neró. En temps dels Antonins, hi havia una explotació de porpra.
La pobresa i aridesa de l'illa fou proverbial en temps antics. Així, es deia, de manera irònica, que a Gíaros els ratolins s'alimentaven de ferro. Virgili diu que Gíaros i Míconos van ser les dues illes a les quals Zeus va lligar l'illa de Delos per aturar el seu vagabundeig pel mar, història explicada també per Plini el Vell. Segons el mateix Plini, els habitants de Gíaros varen haver d'abandonar l'illa per una plaga de ratolins.
Gràcies a unes inscripcions trobades a l'illa de Siros, datades cap als segles v-vii, es coneix la continuïtat de la comunitat de pescadors en època tardoantiga, i sembla que continuà habitada els segles posteriors. De l'any 1206 al 1566 va formar part del Ducat de Naxos, encara que temporalment la va ocupar Barba-rossa el 1537. Més tard, va formar part d'un petit estat marítim italià, fins que els otomans la van conquerir el 1617. Els turcs l'anomenaven Sheytanlik ('Terra del Diable'). En la Guerra de la Independència Grega (1821), fou una base de pirates grecs que atacaven vaixells europeus. A mitjan segle xix ja romania deshabitada, i solament la sovintejaven els pastors de Siros, que hi feien pasturar els ramats a l'estiu.
Modernament va tornar a ser lloc de desterrament, i entre 1948 i 1974 unes 22.000 persones de l'esquerra grega van ser deportades a l'illa. El lloc on vivien els desterrats, equivalent a una presó, és al sud-est de l'illa. El govern grec hi manté el record pels que hi van patir la repressió.